# Giganci tańczą
Giganci tańczą – album zespołu Budka Suflera, wydany w 1986 roku nakładem Muzy. Utwór „Moja Alabama” został wykorzystany jako motyw muzyczny w filmie Alabama (muzycy z zespołu zostali zaproszeni na plan filmowy).

## Lista utworów
Strona 1
1. „Kwadratura koła” (muz. R. Lipko, sł. T. Zeliszewski) – 4:35
2. „Gratuluję ci” (muz. R. Lipko, sł. M. Dutkiewicz) – 5:40
3. „Giganci tańczą” (muz. R. Lipko i K. Cugowski, sł. M. Dutkiewicz) – 5:10
4. „Synowie Chin” (muz. R. Lipko i K. Cugowski, sł. M. Dutkiewicz) – 4:45

Strona 2
1. „Bez wstydu” (muz. R. Lipko i K.Cugowski, sł. T. Zeliszewski) – 5:15
2. „W niewielu słowach” (muz. R. Lipko i K. Cugowski, sł. T. Zeliszewski) – 6:55
3. „Zabite lata” (muz. R. Lipko, sł. T. Zeliszewski) – 3:45
4. „Moja Alabama” (muz. R. Lipko, sł. M. Dutkiewicz) – 4:55

bonusy (CD, remastered)
1. „Znikający punkt” (muz. R. Lipko, sł. T. Zeliszewski)[a] – 3:42
2. „Klaustrofobia” (muz. R. Lipko, sł. M. Dutkiewicz) – 5:01

## Twórcy
- Krzysztof Cugowski – wokal
- Romuald Lipko – instrumenty klawiszowe
- Tomasz Zeliszewski – perkusja
- Krzysztof Mandziara – gitara
- Piotr Płecha – gitara basowa

Gościnnie:
- Józef Nowakowski – perkusja

Personel
- Józef Nowakowski – realizacja
- Aleksander Januszewski – projekt graficzny
- Antoni Zdebiak – foto